# 上海城投水务集团
上海城投水务(集团)有限公司，是中華人民共和國上海市的一家公營供水企業，成立於2014年7月18日。

## 历史
该公司是上海城投(集团)有限公司子公司，前身是上海市自来水市北有限公司和上海市自来水市南有限公司。上海城投水务集团负责上海中心城区及部分上海郊区的自来水供应、防汛排水和污水污泥处理等业务。

## 外部連結
- 官方网站